# Bryophilopsis lunifera
Bryophilopsis lunifera är en fjärilsart som beskrevs av George Francis Hampson 1912. Bryophilopsis lunifera ingår i släktet Bryophilopsis och familjen trågspinnare. Inga underarter finns listade i Catalogue of Life.